# Диізобутилалюмінію гідрид
Диізобутилалюмі́нію гідри́д (DIBALH, DIBAL, DIBAL-H або DIBAH) — металоорганічна сполука з хімічною формулою iBu2AlH. Існує у формі димеру. DIBAL широко використовується в органічному синтезі як відновлюючий агент.

## Застосування в органічному синтезі
DIBAL відновлює альдегіди, кетони, органічні кислоти, естери та ацилхлориди до відповідних спиртів. Алкілгалогеніди не реагують з DIBAL. Аміди відновлюються до амінів. У той же час реакція нітрилів з гідридом диізобутилалюмінію дає альдегіди, які утворюються після гідролізу інтермедіату — іміну. Ізоціанати також відновлюються DIBAL-ом до відповідних імінів. Нітросполуки відновлюються до гідроксиламінів. Дисульфіди DIBAL відновлює до тіолів, в той час, як сульфіди, сульфони та сульфокислоти не реагують з DIBAL в толуені при 0 °C. Тозилати з допомогою диізобутилалюмінію гідриду перетворюються на відповідні алкани. Циклічні іміди можуть бути відновлені до карбінольних лактамів.